# ميخائيل أوتينغ
ميخائيل أوتينغ (بالإنجليزية: Michael Utting)‏ هو لاعب كرة قدم نيوزيلندي في مركز حراسة المرمى، ولد في 26 مايو 1970 في ويلينغتون في نيوزيلندا. شارك مع منتخب نيوزيلندا لكرة القدم. أما مع النوادي، فقد لعب مع بيدفيست ويتس وسوبر سبورت يونايتد وميرامار ميشنس ونادي جنوب ملبورن ووايتاكيري يونايتد.

## وصلات خارجية
- ميخائيل أوتينغ على موقع الاتحاد الدولي (مؤرشف)  (الإنجليزية)
- ميخائيل أوتينغ على موقع قاعدة بيانات كرة القدم.إي يو (الإنجليزية)
- ميخائيل أوتينغ على موقع ناشيونال فوتبول تيمز (الإنجليزية)